# 堀田郷弘
堀田 郷弘（ほった さとひろ、1933年 - 2016年）は、日本のフランス文学者・翻訳家。早稲田大学名誉教授。

## 人物
名古屋市生まれ。南山大学卒。片岡美智に師事。1962年早稲田大学大学院博士課程満期退学。城西大学経済学部助教授、早稲田大学人間科学部教授。2004年定年退任。
アンドレ・マルローを研究した。

## 著書
- 『アンドレ・マルロー小論』（高文堂出版社） 1979
- 『アポリネールの恋の詩と真実 マリアとエロスとミューズ』（高文堂出版社） 1988
- 『アンドレ・マルロー 改訂普及版』（高文堂出版社） 1988

## 共著
- 『フランス語の心をたずねて』（森本英夫共著、高文堂新書） 1977

## 翻訳
- 『象徴主義文学』（アンリ・ペール、岡川友久共訳、白水社、文庫クセジュ） 1983
- 『バスク奇聞集 フランス民話』（訳編、社会思想社、現代教養文庫） 1988、のち文元社
- 『死の辞典』（ロベール・サバチエ、窪田般弥共訳、読売新聞社） 1991
- 『風狂王国 幻想短篇集』（アンドレ・マルロー、福武文庫） 1991
- 『オックスフォード世界歴代王朝王名総覧』（ジョン・E・モービー、東洋書林） 1993
- 『フランス文化誌事典 祭り・暦・気象・ことわざ』（ジョルジュ・ビドー・ド・リール、野池恵子共訳、原書房） 1996
- 『シェフ、美食の大地をめぐる』（アラン・デュカス、森本英夫共訳、原書房） 2000
- 『聖王ルイ』（ジャック・ル・ゴフ、岡崎敦,森本英夫共訳、新評論） 2001
- 『世界歴代統治者名辞典 紀元前3000～現代 和=英・英=和』（ジョン・E・モービー、東洋書林） 2001

## 参考
- 蔵持不三也「送・讃・賦 : 堀田郷弘先生に捧ぐ(退職教員のプロフィール)」『早稲田大学人間科学研究』第17巻第1号、早稲田大学、2004年4月、1-2頁、ISSN 09160396、NAID 110004631416。